# Desde un principio: From the Beginning
Desde un principio: From the Beginning è una compilation del cantante statunitense Marc Anthony, pubblicato il 9 novembre 1999.

## Tracce
1. No Me Ames (Jennifer Lopez feat. Marc Anthony) – 5:04 (Giancarlo Bigazzi, Marco Falagiani, Ignacio Ballesteros, Alejandro Baldi)
2. Si Tú No Te Fueras – 4:31 (Nelson Frank, Jaime Gutierrez)
3. Necesito Amarte – 4:38 (Luis Castillo)
4. Hasta Que Te Conocí – 4:52 (Juan Gabriel)
5. El Último Beso – 4:23 (Felipe Muñíz)
6. Te Conozco Bien – 5:01 (Omar Alfanno)
7. Nadie Como Ella – 4:44 (Omar Alfanno)
8. Te Amaré – 4:35 (Angel Ramirez Jr.)
9. Hasta Ayer – 3:57 (Manny Delgado)
10. Y Hubo Alguien – 6:10 (Omar Alfanno)
11. Contra la Corriente – 4:56 (Omar Alfanno)
12. No Me Conoces – 4:52 (Fernando Arias)
13. No Sabes Cómo Duele – 4:51 (Omar Alfanno)
14. Preciosa – 5:12 (Rafael Hernández Marín)
15. Vivir lo Nuestro – 6:06 (Normandia González, Rudy Pérez)

## Classifiche
| Classifiche (2000) | Posizione massima |
| ------------------ | ----------------- |
| Stati Uniti        | 151               |